# Georg Nückles
Georg Nückles (né le 14 mai 1948 à Kehl) est un athlète allemand, spécialiste du 400 mètres.

## Biographie
Il remporte le titre du 400 m lors des Championnats d'Europe en salle de 1972, à Grenoble, en devançant son compatriote Ulrich Reich et l'Est-allemand Wolfgang Müller . 

### Palmarès
| Date | Compétition                    | Lieu     | Résultat | Épreuve            |
| ---- | ------------------------------ | -------- | -------- | ------------------ |
| 1972 | Championnats d'Europe en salle | Grenoble | 1er      | 400 m              |
| 1972 | Championnats d'Europe en salle | Grenoble | 2e       | Relais 4 × 2 tours |

### Records
| Épreuve | Épreuve   | Performance | Lieu      | Date            |
| ------- | --------- | ----------- | --------- | --------------- |
| 400 m   | Plein air | 46 s 11     | Munich    | 21 juillet 1972 |
| 400 m   | Salle     | 46 s 87     | Stuttgart | 26 février 1972 |